# Травление

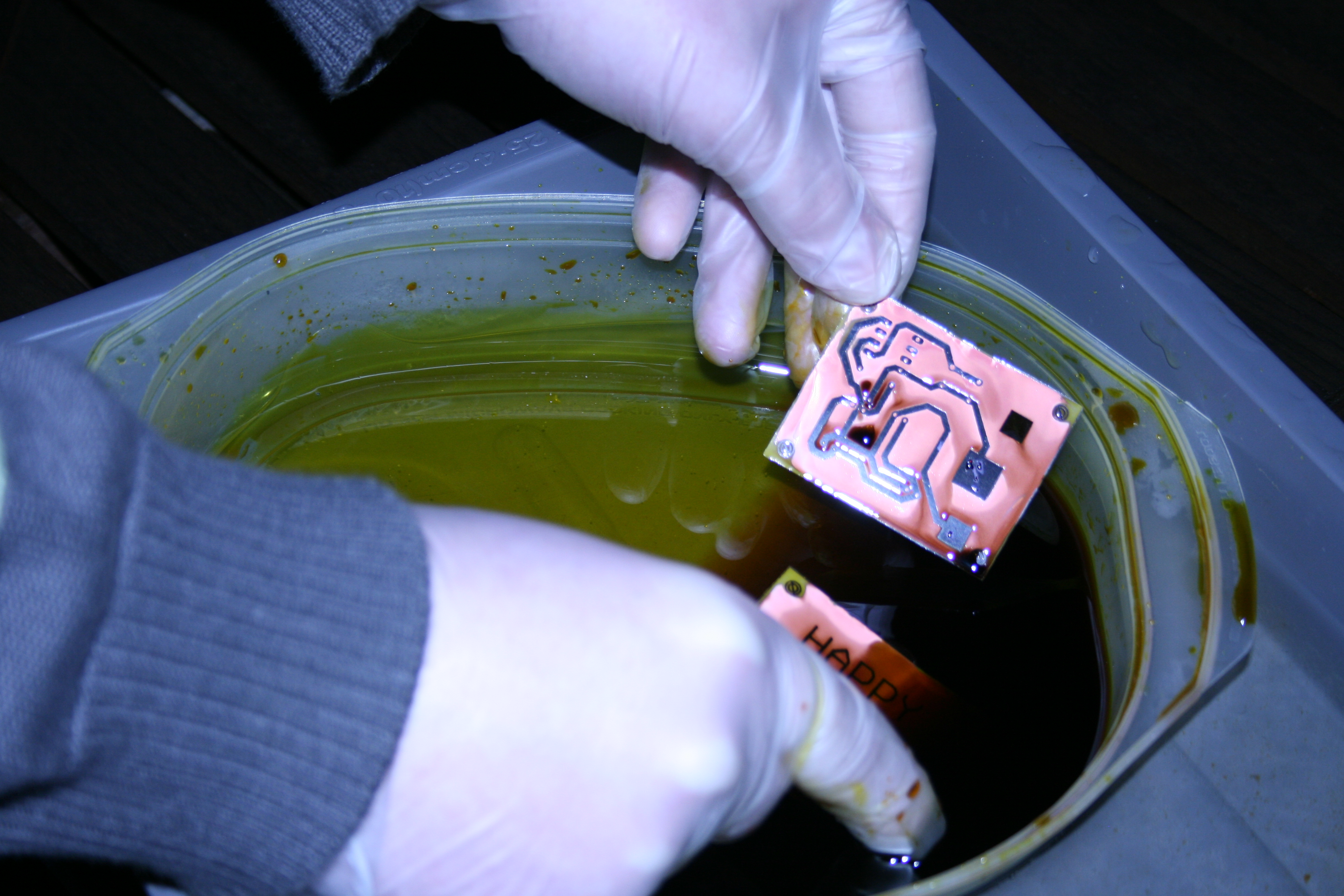
Фольгированный текстолит подвергают травлению в ванночке с раствором хлорида железа, для удаления открытой медной поверхности

Травле́ние — группа технологических приёмов для управляемого удаления поверхностного слоя материала с заготовки под действием химических веществ. Ряд способов травления предусматривает активацию травящих реагентов посредством других физических явлений, например, наложением внешнего электрического поля при электрохимическом травлении, ионизацией атомов и молекул реагентов при ионно-плазменном травлении и т. п.

## Определение. Виды
В литературе термин «травление», как правило, сопровождается определением, поясняющим конкретную технологию травления (химическое, кислотное, щелочное, электрохимическое и т. п.). При использовании термина «травление» без дополнительного определения, как правило, подразумевается химическое травление в водном электролите.
Если часть поверхности, подвергаемой травлению, требуется сохранить, то она защищается (химически или механически) путём наложения специальной маски.
Основные виды травления:
1. жидкостное (химически активными растворами),
2. электрохимическое,
3. сухое (физическое распыление, ионное распыление; газофазное химическое травление; реактивное ионное травление).

## Процесс травления
Процесс травления разделяется на следующие шаги:
1. подготовку поверхности (например, механические шлифовка и полировка, обезжиривание);
2. взаимодействие травителя или электролита (растворы кислот, растворы и расплавы солей и щелочей, другие органические и неорганические жидкости, плазма) с обрабатываемым материалом;
3. очистку поверхности от травителя и продуктов травления (как правило, это отмывка каким-либо растворителем).

Процесс травления может сопровождаться газовыделением. В частности, кислотное травление металлов часто сопровождается выделением водорода, что требует применения особых мер безопасности.
При выполнении художественных работ, при производстве печатных плат и электронных приборов с использованием техник литографии часть поверхности защищают масками из веществ, устойчивых к травлению. Хотя в процессе травления обрабатывается только поверхность, при длительном травлении начинает стравливаться и материал под маской вблизи её краёв, что может привести к порче заготовки.
Процесс травления имеет склонность к селективности (избирательности). Избирательность травления основана на различии скоростей химической реакции на разных участках протравливаемой поверхности. В частности, повышенной скоростью травления характеризуются участки поверхности, имеющие макро- и микродефекты, такие как трещины, царапины, дислокации, вакансии, примесные атомы в кристаллической решётке и другие. К примеру, в поликристаллическом материале скорость травления межкристаллитных границ, выходящих на поверхность выше, чем скорость травления поверхности самих кристаллитов: это различие иногда используется для доочистки мелкодроблёного металлургического кремния.
На селективность травления также влияет анизотропия свойств монокристаллов, то есть разные грани кристалла травятся с различной скоростью: это различие используется для проявления дефектов кристаллической решётки монокристалла, при этом дефекты атомного масштаба провоцируют появление ямок травления характерной (из-за анизотропии кристалла — зависимости результата травления от направления) формы микронного масштаба. Полученные ямки травления могут быть оценены как качественно, так и количественно с использованием обычного оптического микроскопа. При большой концентрации дефектов в протравленной области невооружённым глазом хорошо различимы матовость и рябь.
В ряде случаев склонность процесса травления к селективности играет негативную роль и должна быть максимально снижена. Неселективное (точнее слабоселективное) травление называют полирующим. При полирующем травлении, как правило, 2-й шаг травления (см. выше) происходит намного быстрее 3-го шага, вследствие чего большая часть материала поверхности успевает прореагировать и временно пассивироваться, прежде чем пассивирующие продукты травления освободят поверхность для следующего элементарного акта химической реакции. Превращение механизма травления в полирующее может быть достигнуто либо соответствующим подбором реагентов, либо изменением их концентрации, либо подбором температурных условий реакции, либо комбинированием этих способов.
Примером чёткой концентрационной зависимости селективности процесса травления может служить травление кремния в смеси концентрированных азотной и плавиковой кислот. В смеси азотная кислота отвечает за окисление поверхности кремния, а плавиковая за перевод окисла в удаляющуюся газовую фазу. При весовом соотношении азотной кислоты к плавиковой меньшем чем 1:1 травление имеет чисто селективный характер. При повышении концентрации азотной кислоты до 2:1 травление приобретает выраженный полирующий характер.

## Травители
Травители используются в химическом и электрохимическом травлении.
Травители для электрохимического травления в отсутствие электрического тока могут вообще не воздействовать на материал, либо их воздействие может отличаться от воздействия при протекании электрического тока.
Различают травители однокомпонентные и многокомпонентные.
Компоненты многокомпонентных травителей выполняют в травителе 3 основных роли:
1. модификация поверхности обрабатываемого материала (например, окисление поверхности);
2. растворение модифицированного материала (например, растворение образовавшегося окисла);
3. управление процессом травления (например, увеличение или уменьшение скорости стравливания, усиление или ослабление степени селективности травления и т. п.).

Различают травители селективные и неселективные. Степень селективности травителя также может быть различной.
Некоторые из селективных травителей могут быть полирующими.

## Применение
Травление применяется:
- для снятия поверхностного слоя загрязнений, окислов, жировой плёнки и т. п. (например, окалины с полуфабриката в металлургии);
- для выявления структуры материалов (например, структуры металлов и сплавов при металлографии);
- для нанесения рельефного рисунка при художественной обработке материалов (обычно металлов).
- для формирования проводящих дорожек и контактных площадок при производстве печатных плат
- для формирования проводящих дорожек, контактных площадок и окон в слоях окисла для диффузии при изготовлении интегральных схем методом фотолитографии;
- для изготовления мембран (вытравливание сверхмалых отверстий с применением метода фотолитографии);
- для химической полировки поверхности и удаления нарушенного в ходе предшествующей механической обработки слоя.